# Hwedza (Simbabwe)
Hwedza (oft auch Wedza) ist ein Ort im gleichnamigen Distrikt in der Provinz Mashonaland East in Simbabwe.

## Geografie
Der Ort liegt etwa 100 km südöstlich von Harare auf einer Höhe von etwa 1430 m.

## Wirtschaft
Das Umland ist das Kerngebiet das Tabakanbaus und der Rinderzucht im Land. 550.000 Tiere wurde vor 2001 gezählt. Trotzdem gehört es wie alle agrarischen Gebiete Simbabwes zu den einkommensschwächsten Regionen. Armut ist weit verbreitet.

## Infrastruktur
Hwedza hat Grund- und Sekundarschulen, auch Krankenhäuser, aber so gut wie keine verarbeitende Industrie. Von einer verkehrstechnisch günstigen Lage wie das nahe Marondera kann es nicht profitieren.

## Geschichte
Hwedza war ein Zentrum der Landreform. Nach den Landenteignungen wurden nicht nur die weißen Eigentümer vertrieben, sondern mit ihnen auch ihre schwarzen Landarbeiter. Die kamen zumeist jedoch nicht aus Simbabwe, sondern waren Wanderarbeiter aus Mosambik, Malawi und Sambia. Das Problem, das für Gokwe typisch ist, wurde hier ruinös für die Fremden, da sie schon seit Jahrzehnten in Simbabwe lebten und jeden Kontakt in ihre Heimat verloren hatten. Sie konnten sich nur noch im Busch verstecken oder nach Epworth oder Muzvezve umsiedeln und waren diejenigen, die jede Existenzgrundlage verloren hatten.